# Лэй Цинъяо
Лэй Цинъя́о (кит. трад. 雷慶瑤, упр. 雷庆瑶, пиньинь Léi Qìngyáo) — китайская общественная деятельница, заместитель председателя Китайской федерации инвалидов, президент «Общества по распространению культуры „Человеколюбие и благодарность“» (кит. 四川博爱感恩文化传播有限公司).
Лэй стала инвалидом в раннем детстве: она потеряла обе руки в возрасте двух лет в результате поражения электрическим током. Однако инвалидность не стала непреодолимым препятствием для девушки ни в получении образования, ни в ведении повседневной жизни, ни в профессиональной карьере.
Лэй является обладательницей нескольких премий в разных областях общественной деятельности, в том числе общенациональной кинопремии «Сто цветов» в номинации «Лучший новый исполнитель» за роль в фильме «Невидимые крылья», сюжет которого во многом был основан на её биографии.

## Биография
Лэй Цинъяо родилась 3 января 1990 года в деревне Яньчэн (焉城) (уезд Цзязцян округа Лэшань провинции Сычуань) в семье крестьян. В результате поражения током высокого напряжения 29 ноября 1992 года (девочка взялась за бумажный самолёт, который упал на трансформатор) она потеряла обе руки.
Когда Лэй пришло время поступать в школу, её отец Лэй Цян (雷强) начал учить дочку писать иероглифы пальцами ноги. Для лучшей фиксации карандаша он поначалу привязывал его к пальцам ног Лэй Цинъяо. Постепенно девочка овладела мастерством написания иероглифов при помощи ноги и смогла поступить в начальную школу. В школе её любимым занятием была физкультура. Несмотря на то, что учителя старались не обременять её излишними физическими нагрузками, в состязаниях по прыжкам в длину и высоту девушка показывала лучшие результаты, чем её сверстники. Тренер предложил ей заниматься плаванием, однако Лэй долгое время боялась заходить в воду, с кромки бассейна наблюдая за другими пловцами. Лишь после того как однажды учитель нечаянно столкнул её в бассейн, глубина которого не превышала двух метров, девушка, приложив усилие, поднялась на поверхность воды. С того времени она стала заниматься плаванием, в частности, стилем брасс.
В 2007 году Лэй снялась в кинокартине «Невидимые крылья», сюжет которой во многом был основан на фактах её биографии. За роль в этом фильме она получила несколько престижных кинопремий (премия «Хуабяо» в номинации «Выдающийся ребёнок-исполнитель» и «Золотой слон» Индийского международного детского кинофестиваля в 2007 году, премия «Сто цветов» в номинации «Лучший новый исполнитель» в 2008 году). Премию Хуабяо девушке лично вручила известная актриса Чжан Цзыи. «Меня очень растрогала её история, и я была потрясена её исполнением, — заявила Чжан. — Я сама попросила о том, чтобы меня удостоили чести лично вручить ей награду. Я многому научилась у неё. Все мы, думаю, должны обратить внимание на детей-инвалидов и поучиться их твердой воле».
В 2008 году Лэй поступила в Лэшаньский педагогический институт по специальности «Педагогика и академическая психология». Годом позже она основала компанию «Общество по распространению культуры „Человеколюбие и благодарность“» (кит. 四川博爱感恩文化传播有限公司).
В августе 2009 года Центральное телевидение Китая выпустило в эфир передачу «Лэй Цинъяо: Взмах крыльев посланницы небес». В том же году девушка получила титул лучшего студента страны.
14 апреля 2010 года, узнав о сильном землетрясении в провинции Цинхай, Лэй организовала кампанию по сбору средств в помощь пострадавшим, лично обзвонив знакомых предпринимателей и общественных деятелей. Ко второму дню землетрясения, 16 апреля, общая сумма пожертвований составила 130 000 юаней. Эти деньги были переданы жертвам землетрясения.

## «Нечестных прошу не беспокоить»
10 марта 2012 года Лэй стала участницей телевизионного шоу знакомств «Нечестных прошу не беспокоить». Об участии в программе, которое стало возможным благодаря поддержке интернет-сообщества, девушка не сообщила никому, включая родителей. В интервью она признавалась, что лишь внешне кажется сильной и самодостаточной, но в том, что касается любовных отношений, она всегда чувствует себя неполноценной. На передачу, где окончательный выбор делают девушки, приходило несколько молодых людей, готовых связать жизнь с Лэй, но она неизменно отвечала отказом. Лишь в выпуске, который вышел в эфир 22 апреля, девушка согласилась покинуть шоу вместе с 29-летним И Данцином. Однако, несмотря на заверения и обещания молодого человека во время шоу, что он не оставит девушку, вскоре после шоу пара рассталась. На упрёки в том, что она появилась на шоу, дабы прославиться, Лэй отвечала, что в душе она такая же девушка, как и остальные участницы шоу, и точно так же жаждет простой человеческой любви.

## Повседневная жизнь
В повседневной жизни Лэй научилась обходиться без рук. При помощи ног она надевает одежду, ездит на велосипеде, звонит по телефону, шьёт, готовит еду, пишет иероглифы и картины.